# Жан-Пиер Папен
Жан-Пиер Роже Гийом Папен (на френски: Jean-Pierre Roger Guillaume Papin) е бивш френски футболист и настоящ треньор по футбол. Носител на Златната топка на Франс Футбол за 1991 г.

## Успехи
Брюж
- Купа на Белгия (1): 1986

 Олимпик Марсилия
- Шампион на Франция (4): 1989, 1990, 1991 и 1992
- Купа на Франция (1): 1989
- Шампионска лига
  - Финалист (1): 1991

 Милан
- Шампион на Италия (2): 1993, 1994
- Суперкупа на Италия (1): 1992
- Шампионска лига
  - Финалист (1): 1993
- Суперкупа на УЕФА
  - Финалист (1): 1993
- Междуконтинентална купа
  - Финалист (1): 1993

 Байерн Мюнхен
- Купа на УЕФА (1): 1996

 Франция
- Бронзов медалист – СП Мексико 86

Индивидуални
- Златна топка на Франс Футбол – 1990
- ФИФА 100
- Футболист № 1 на Франция (2): 1989, 1991
- Голмайстор на Франция (5): 1988 (19 гола), 1989 (22 гола), 1990 (30 гола), 1991 (23 гола) и 1992 (27 гола)
- Голмайстор на Шампионска лига (3): 1990 (6 гола), 1991 (6 гола) и 1992 (7 гола)